# منزل الآنسة بيرغرين للأطفال المميزين (فلم)
منزل الآنسة بيرغرين للأطفال المميزين (بالإنجليزية: Miss Peregrine's Home for Peculiar Children) هو فيلم مغامرة وفنتازيا سوداء أُصدر في 6 أكتوبر 2016، في ألمانيا. الفيلم من إنتاج تشيرنن إنترتينمنت، إنجينيوس ميديا، سكوب بيكتشرز، تي إس جي إنترتينمنت و تيم بيرتون برودكشنز، ومن توزيع تونتيث سينتشوري فوكس، وقد أخرجه تيم برتون، وكَتَبت السيناريو جاين قولدمان. الفيلم مقتبسٌ من منزل الآنسة بيرغرين للأطفال المميزين من تأليف رانسوم ريقز.

## القصة
يكتشف الطفل (جايك) بمساعدة جده (أيب) أدلة تكشف غموض الانتقال عبر الزمن عندما يتمكن من العودة إلى الماضي حيث يجد منزل (السيدة بيرغرين) للأطفال غرباء الأطوار وأصحاب القدرات العجيبة، لكن الغموض والخطر يتزايدان عندما يتعرف على نزلاء المنزل ويشهد قواهم الخاصة.

## طاقم التمثيل
- إيفا جرين
- ميلو باركر
- أو-لان جونز
- كيم ديكينز
- جودي دينش
- صامويل جاكسون
- أسا بترفيلد
- لورين مكروستي  [لغات أخرى]‏
- روبرت إيفرت
- كريس أوداود
- أليسون جاني
- إيليا بورنيل
- تيرينس ستامب.

## الإنتاج

### الموسيقى
موسيقى الفيلم التصويرية من تلحين داني إلفمان وماثيو مارغيسون.

## الاستقبال

### إيرادات شباك التذاكر
حصد الفيلم 87.2 مليون دولار في الولايات المتحدة وكندا و 207.9 مليون دولار في مناطق أخرى ليصل مجموع الإيرادات العالمي إلى 295.1 مليون دولار، مقابل ميزانية إنتاج بلغت 110 مليون دولار.

### الجوائز والترشيحات
الجوائز
الترشيحات

## وصلات خارجية
- مقالات تستعمل روابط فنية بلا صلة مع ويكي بيانات

لا توجد روابط لمواقع التواصل الاجتماعي.